# Alkaline Trio
Alkaline Trio (w skrócie „Alk3”) – amerykańska punk-rockowa grupa muzyczna pochodząca z McHenry (przedmieścia Chicago) w stanie Illinois.
Grupa powstała w 1996 roku, a w jej skład wchodzą: Matt Skiba (wokal, gitara), Dan Andriano (wokal, gitara basowa) i Derek Grant (perkusja).
Zespół ma w swoim dorobku 9 albumów studyjnych. Ich dwie piosenki „ Mercy Me” i „Fall Victim” został wykorzystane w grze FlatOut2, zaś utwór „Wash Away” w Tony Hawk’s American Wasteland także użyty został utwór „Armageddon” w Tony Hawk’s Underground.

## Dyskografia
- Goddamnit (1998)
- Maybe I'll Catch Fire (1999)
- From Here to Infirmary (2001)
- Good Mourning (2003)
- Crimson (2005)
- Agony & Irony (2008)
- This Addiction (2010)
- Damnesia (2011)
- My Shame Is True (2013)